# 常葉大学前駅
常葉大学前駅（とこはだいがくまええき）は、静岡県浜松市浜名区都田町にある天竜浜名湖鉄道天竜浜名湖線の駅。

## 歴史
- 1988年（昭和63年）3月13日：天竜浜名湖鉄道の浜松大学前駅（はままつだいがくまええき）として開業[1]。
- 2013年（平成25年）4月1日：浜松大学の名称変更に伴い常葉大学前駅に改名[2]。

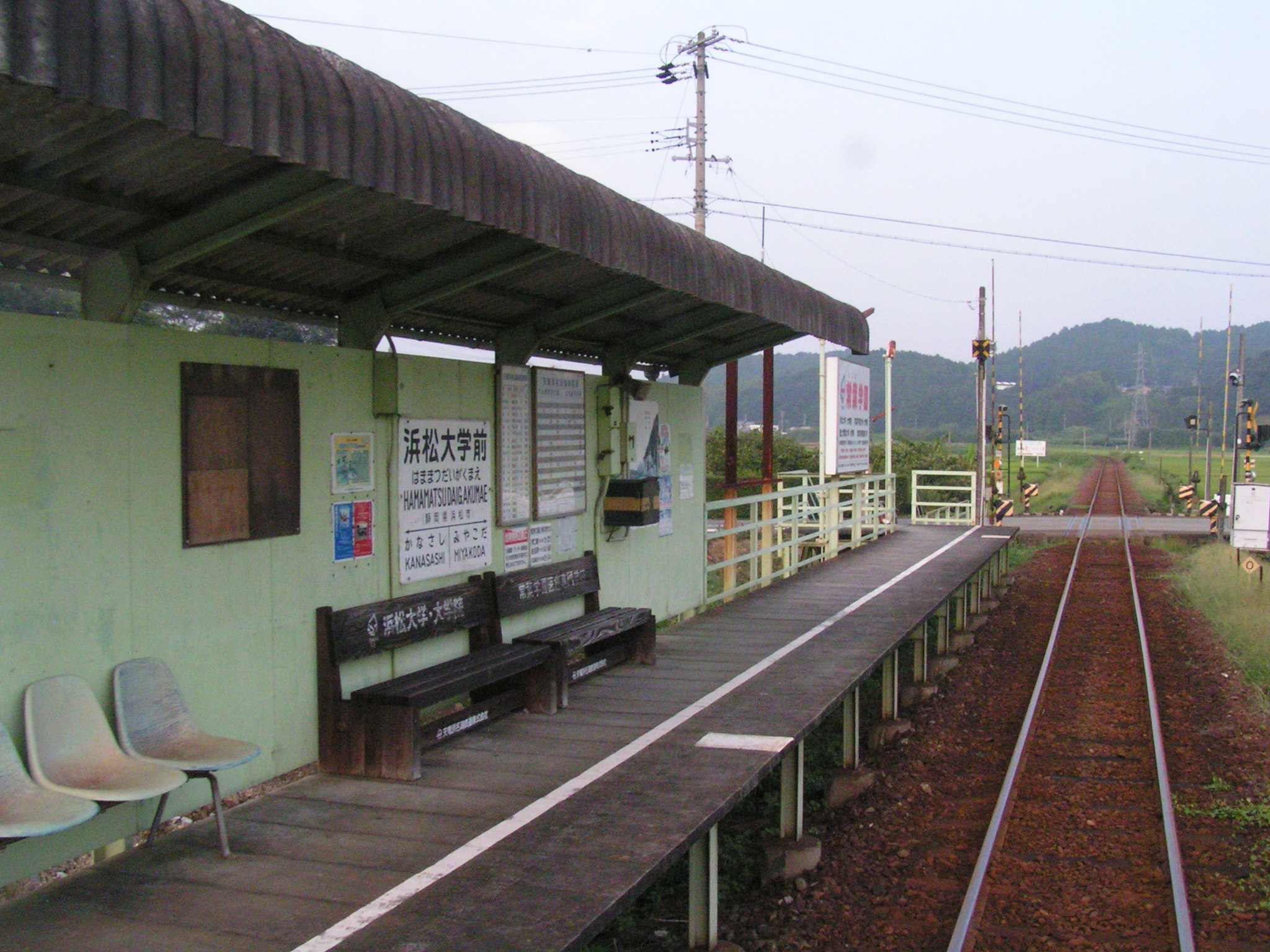
浜松大学前駅時代（2006年）

## 駅構造
単式ホーム1面1線を有する地上駅の無人駅。駅構内にトイレは無い。

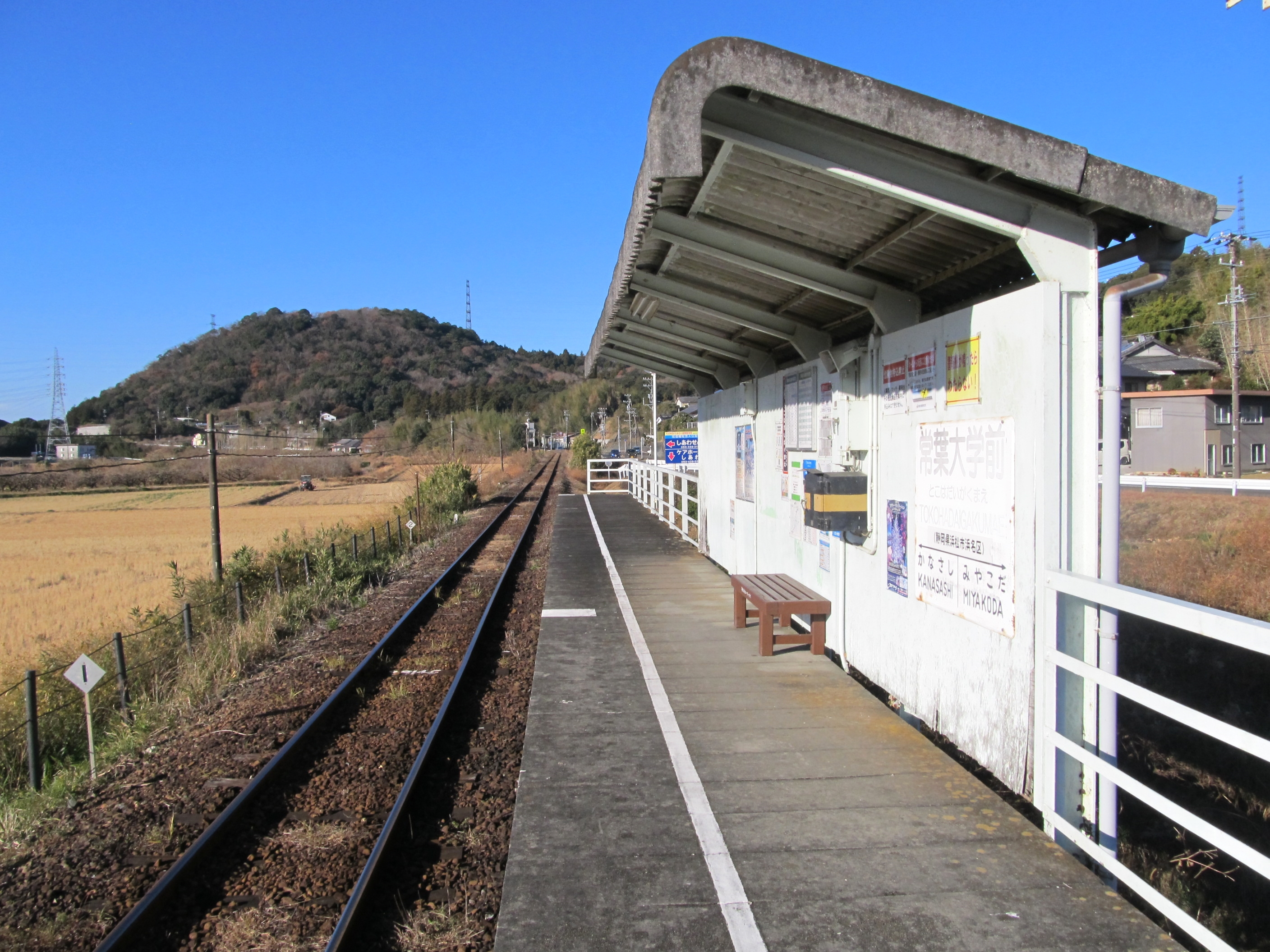
ホーム

## 利用状況
近年の乗車人員は以下の通りである。
| 乗車人員推移 | 乗車人員推移     |
| 年度         | 一日平均乗車人員 |
| ------------ | ---------------- |
| 2008         | 36               |
| 2009         | 29               |
| 2010         | 26               |
| 2011         | 30               |
| 2012         | 31               |
| 2013         | 43               |
| 2014         | 33               |
| 2015         | 28               |
| 2016         | 22               |
| 2017         | 30               |
| 2018         | 25               |

## 駅周辺
田畑が多く、住宅は少ない。ホームから常葉大学浜松キャンパスが見えるが、500メートルほどの距離がある。そのほかには、コンビニや神社が、駅付近に少しある。

## 隣の駅
天竜浜名湖鉄道
■天竜浜名湖線
都田駅 - 常葉大学前駅 - 金指駅